# Лија Дизон
Лија Дизон (енгл. Leah Donna Dizon, транслит. リア・ドナ・ディゾン; Лас Вегас, 24. септембар 1986) јапанска је певачица и манекенка, рођена у Сједињеним Државама.

## Биографија
Лија Дона Дизон је рођена у Лас Вегасу, Невада, САД. Њена мајка је француског и отац филипинско-кинеског порекла.
У априлу 2006. се сели у Токио и потписује уговор са компанијом Виктор Ентертејнмент. Октобра исте године је снимила свој први фото албум, под називом Петит Ејми (Petit Amie), који је остварио велики успех међу младим Јапанцима. Дана 5. октобра 2006. снима први сингл Fever. У фебруару 2007, издаје први албум под називом Destiny Line.
Године 2007. је дебитовала и као глумица, где игра улогу у кратком филму Traffic in the Sky. Касније се појавила у улози себе у две телевизијске серије и учествује у ријалити програмима.
Снимила је рекламе за многе робне марке, промовишући разне производе од електронике до козметике и прехрамбених производа. Такође, учествује у рекламама за Sony PlayStation 3, Кока-колу, Фуџи и многе друге.
Живи у Лас Вегасу са мајком и ћерком.

## Дискографија

### Албуми
- Destiny Line (2007)
- Communication!!! (2008)

### Синглови
- Fever (2006)
- Softly (2007)
- koi shiyou♪ (2007)
- L・O・V・E U (2007)
- Love Paradox (2008)
- Vanilla (2008)
- Everlasting love + you (2009)
- извор

## Филмографија

### Филм
- Traffic in the Sky (トラフィック・イン・ザ・スカイ) (2007)
- Kiba Gaiden (呀＜KIBA＞ ～暗黒騎士鎧伝～) (2011)

### Телевизија
- Webtama (2007)
- Sakigake Ongaku Banzuke Vegas(2007)
- J-Melo (2007)

### Видео игре
- Everlasting Love + You (Katamari Forever) (2009)[8]
- Bomb A Head! (Samurai & Dragons version ft. Leah Dizon) (Samurai & Dragons) (2013)[9]